# CDGVAL

CDGVAL (Charles de Gaulle Véhicule Automatique Léger) är en slags automatgående tunnelbana som går inom Paris-Charles de Gaulle flygplats utanför Paris. 
Längden på huvudlinjen är 3,5 km, och det finns fem stationer. Banan är gratis att använda och den är till för att ta sig mellan flygplatsens terminaler, samt järnvägsstation och bilparkeringar. I framtiden ska den anslutas till terminal 2G, en terminal för lite mindre plan (bland annat med Air France Göteborgsplan), som i dag bara har bussanslutning med terminal 2.
Det finns ytterligare en linje, som används för att ta sig inom terminal 2E på flygplatsen. Den kallas egentligen LISA (Liaison Interne Satellite Aérogare). I framtiden ska den anslutas till en ny byggnad med fler utgångar öster om 2E.
Fordonen är av typen VAL, med både gummihjul och metallhjul. Antal årliga passagerare är 10 miljoner.